# ناحیه کیش‌واردا
ناحیهٔ کیش‌واردا (به مجاری: Kisvárdi járás) یک ناحیه در مجارستان است که در سابولچ-ساتمار-برگ واقع شده‌است. ناحیهٔ کیش‌واردا ۵۲۳٫۰۹ کیلومتر مربع مساحت و ۵۶٬۱۱۴ نفر جمعیت دارد.